# Matongo (Simiyu)
Matongo è una circoscrizione rurale (rural ward) della Tanzania situata nel distretto di Bariadi, regione del Simiyu. Conta una popolazione di 26 267 abitanti (censimento 2012).